# 王雨生旧居
王雨生旧居，建于1929年，是原湖北督军王占元之侄、原保定电灯公司董事长、济南电灯公司董事长、天津东亚毛呢公司大股东兼董事长王雨生在天津的旧居，该建筑坐落于当时的天津英租界爱丁堡道（Edinburgh Road）与马耳他道（Malta Road）交口处,（今和平区重庆道与衡阳路交口的重庆道89号），目前为一般保护等级历史风貌建筑。

## 建筑风格
王雨生旧居为二层砖木结构英式别墅，建筑立面中部凸有八角型设计，建筑正门左侧设有四蹬水泥台阶，建筑顶部设有2层阳台。